# Wertermittlung (Oldtimer)
Wertermittlungen für Oldtimer dienen neben der Festlegung eines Versicherungswertes als Grundlage für die Absicherung der Fahrzeuge vor allem fem An- und Verkauf. Dabei setzt der Oldtimermarkt in beiden Bereichen besondere Anforderungen an die Wertermittlung voraus, in denen sich die speziellen Rahmenbedingungen dieses Marktsegments niederschlagen.

## Wertdefinitionen
In diesem Zusammenhang kommt es zur Verwendung unterschiedliche Wertdefinitionen, und zwar:
- der Neuwert
- der Zeitwert
- der Marktwert
- der Wiederherstellungswert.

Da sich im Zusammenhang mit Oldtimern realistische Einschätzungen nur individuell am betreffenden Fahrzeug ermitteln lassen, sind für die einzelnen Wertermittlungen entsprechende Sachverständigengutachten eine unbedingte Voraussetzung.

## Wertermittlung für Oldtimerversicherungen
Im Rahmen der Absicherung eines Kraftfahrzeugs finden im Allgemeinen zwei unterschiedliche Wertmaßstäbe Anwendung – der Zeit- und der Neuwert. Während der Neuwert den finanziellen Aufwand umfasst, der zur Beschaffung einer neuen Sache gleicher Art bzw. Güte eingesetzt werden muss, beschreibt der Zeitwert jene Kosten, die sich aus dem Neuwert abzüglich einer Summe für den Gebrauch ergeben.
Beide Wertermittlungsansätze kommen für die Wertbeschreibung von Oldtimern nicht in Betracht. Einerseits ist die Beschaffung einer neuen bzw. gleichwertigen Sache hier im Allgemeinen unmöglich. Des Weiteren bildet der Zeitwert die tatsächliche Wertentwicklung nur unzureichend ab, da der Wert eines Oldtimers in Abhängigkeit von der Zeit starken Schwankungen unterliegen kann. Als Wertermittlungsansatz bleibt der Rückgriff auf den Markt- oder Verkehrswert. Dieser beschreibt den Wert eines Fahrzeugs in Abhängigkeit von der Marktentwicklung (u. a. durch die Nachfrage usw.) nicht als eindeutig messbare quantitative Größe, sondern als Prognose.
Allerdings zeigt auch diese Wertermittlungsbasis Schwächen, da die Marktsituation für Oldtimer – abseits allgemeiner Wertsteigerungstrends – erhebliche Schwankungstendenzen für einzelne Marken und Modelle erkennen lässt (siehe Deutscher Oldtimerindex). Darüber hinaus sind der Erhaltungszustand und die Vorbesitzer für die Wertentwicklung eines Oldtimers von entscheidender Bedeutung – die der Marktwert als Durchschnittspreis nicht widerspiegelt. Ebenfalls keinen Einfluss bei einer Berücksichtigung des reinen Marktwerts hat die Tatsache, dass für Restauration, Erhaltung und Pflege eines Oldtimers finanzielle Mittel seitens der Besitzer bereitzustellen sind.
Die hierfür anfallenden Kosten können einen auf dem Marktwert basierenden Versicherungswert deutlich überschreiten. Daher genießt der Wiederherstellungswert für die Absicherung der Fahrzeuge besondere Bedeutung. Dabei handelt es sich um die Kosten, welche im Schadensfall für den Wiederaufbau eines Oldtimers anfallen. Diese setzen sich einerseits aus den Anschaffungskosten für das Fahrzeug und andererseits dem Restaurationsaufwand zusammen und liegen im Allgemeinen deutlich über dem Marktwert.

## Wertermittlung im An- und Verkauf
Die Wertermittlung im Zuge der Absicherung eines Oldtimers zielt auf einen möglichst umfassenden Substanzerhalt für den Schadensfall ab. Beim Verkauf sind für die Beteiligten dagegen andere Zielsetzungen von Bedeutung. Aus Sicht des Verkäufers ist ein möglichst hoher Marktwert entscheidend, der unter anderem durch die Einstufung in eine der FIVA-Erhaltungsklassen bzw. Classic Data Zustandsnoten entsteht.
Diese Einordnung erfolgt mit der Erstellung eines Wertgutachtens durch Sachverständige. Anders als im Rahmen der Oldtimerversicherungen, für die nach allgemeiner Auffassung ein Kurzgutachten (hier werden lediglich die technischen Daten durch den Gutachter festgehalten bzw. findet nur eine oberflächliche Sichtprüfung statt) mit oberflächlicher Begutachtung ausreicht, muss die Wertermittlung im An- und Verkauf den Fahrzeugzustand umfassend und genau dokumentieren. Daher ist für diesen Bereich eine Wertermittlung durch lange Wertgutachten (Vollgutachten) angemessen. Hierbei werden seitens der Sachverständigen
- die Historie des Fahrzeugs
- alle verfügbaren bzw. vorhandenen Unterlagen
- der äußere Zustand
- sowie der technischen Zustand

eingehend untersucht und für das Gutachten fotografisch dokumentiert. Im Rahmen der Vollgutachten rückt der technische Zustand besonders in den Mittelpunkt, es werden unter anderem:
- der Motorinnenraum
- der laufende Motor
- alle technischen Bauteile
- der Zustand der Lackierung

eingehend auf Funktion und Originalität hin untersucht. Anschließend kann der Gutachter das vorliegende Fahrzeug entsprechend dem Erhaltungszustand bewerten und daraus einen Markt- bzw. Handelswert ableiten.
Allgemein üblich ist die Einstufung in ein Bewertungssystem mit fünf Zustandsklassen.
- Zustandsklasse 1: Makelloser Zustand ohne Mängel, Gebrauchsspuren oder Beschädigung. Entspricht dem Zustand bei Auslieferung durch den Hersteller
- Zustandsklasse 2: Guter Originalzustand bzw. entsprechend fachgerecht in der Restaurierung. Zeigt keine Mängel, aber mit leichten Gebrauchsspuren.
- Zustandsklasse 3: Gebrauchter Zustand, das Fahrzeug lässt nur kleinere Mängel erkennen, ist aber verkehrssicher und kann gefahren werden.
- Zustandsklasse 4: Starker Verschleiß zu erkennen. Das Fahrzeug ist nicht ohne Einschränkung fahrbereit und muss unbedingt instand gesetzt werden.
- Zustandsklasse 5: Fahrzeug nicht fahrbereit und in sehr schlechtem Zustand. Arbeiten am Fahrzeug sind dringend erforderlich.

Da die sich aus dem Gutachten ergebende Einstufung wertbildenden Charakter hat und regelmäßig in den Kaufvertrag beim An-/Verkauf eines Oldtimers in Form einer Beschaffenheitsgarantie (nach § 443 BGB) einfließen kann, ist die gutachterliche Wertermittlung von besonderer Bedeutung. Der Verkäufer läuft im Zusammenhang mit einer unzureichenden Bewertung durch das günstigere Kurzgutachten Gefahr, später Ersatzansprüchen gegenüberzustehen, wenn Zustandsnote und tatsächliche Erhaltung nicht übereinstimmen. Außerdem sollten Gutachten zur Wertermittlung in regelmäßigen Abständen wiederholt werden, um Veränderungen im Zustand des Fahrzeugs oder Ähnliches zu dokumentieren.

## Wertermittlung vs. Oldtimerindizes
Die Wertermittlung für Oldtimer gewinnt seit einigen Jahren zunehmend auch für Laien an Bedeutung. Ein Grund ist die steigende Nachfrage, basierend auf der Ansicht, mit den Fahrzeugen einen Wertzuwachs realisieren zu können. Speziell bekannte Oldtimerindizes wie der DOI (Deutscher Oldtimerindex; beruht auf Gutachterergebnissen für 90 Fahrzeugtypen) oder die HAGI (Historic Automobile Group International; basiert auf realen Verkaufserlösen) Indizes tragen zu dieser Ansicht bei, da die Indexwerte stetig steigen. Aus Sicht eines technisch nicht versierten Käufers, der vorrangig Anlageziele verfolgt, kann der Eindruck entstehen, dass mit Oldtimern immer ein hoher Verkaufserlös erzielt werden kann.
Gerade Marktbewertungen, die auf aktuellen Auktionserlösen beruhen – wie die HAGI Indizes – untermauern diesen einseitigen Blickwinkel. Hohe Einzelverkaufserlöse führen hier zu einer Verzerrung der tatsächlichen Marktsituation. Realistische Bewertungen für einen Oldtimer lassen sich anhand solcher Indexwerte daher nicht vornehmen. Aussagekräftige und für Kaufentscheidungen relevante Feststellungen zum Marktwert eines Oldtimers lassen sich nur aufgrund einer Wertermittlung durch Sachverständigengutachten treffen.

## Weitere Gutachten
Unabhängig von der Wertermittlung wird die o. g. Einteilung für Zustandklassen bei der Begutachtung zur Erteilung eines H-Kennzeichen oder eines H-Saisonkennzeichen gemäß § 23 StVZO berücksichtigt, wobei die Landesbehörden dazu unterschiedliche Richtlinien erlassen haben. Grundsätzlich werden Zustandsklassen von 1 bis 3 von den Zulassungsstellen zur Erteilung eines H-Kennzeichen verlangt.